# Kathrin Thies
Kathrin Thies (* 12. Juli 1958 in Hoya/Weser) ist eine deutsche Juristin. Sie war von 2017 bis 2024 Präsidentin des Landesarbeitsgerichts Sachsen-Anhalt und damit die erste Frau an der Spitze dieses Gerichts.

## Karriere
Thies schloss 1985 ihr Studium der Rechtswissenschaft in Stuttgart ab. Danach arbeitete sie einige Jahre als Rechtsanwältin in Freiburg i. Br., bevor sie 1992 ihre richterliche Tätigkeit in Sachsen-Anhalt aufnahm. 1994 wurde sie zur Richterin am Arbeitsgericht Stendal ernannt. Thies war über einen längeren Zeitraum in das Ministerium für Justiz und Gleichstellung in Sachsen-Anhalt abgeordnet. 2006 erfolgte ihre Ernennung zur ständigen Vertreterin des Direktors des Arbeitsgerichts Magdeburg. Abordnungen an das Sozialgericht Magdeburg folgten. Ab 2016 war sie am Landesarbeitsgericht Sachsen-Anhalt tätig. Kathrin Thies wurde am 23. Februar 2017 zur Präsidentin des Landesarbeitsgerichts Sachsen-Anhalt ernannt. Am 1. Juni 2024 trat sie in den Ruhestand ein und Reinhard Engshuber folgte auf sie.

## Mitgliedschaften
- Mitglied des Verbandsausschusses des Deutschen Arbeitsgerichtsverband e. V.[4]
- Seit 2016: Erste Stellvertretende der Ersten Kammer des Kirchengerichts der Evangelischen Kirche in Mitteldeutschland, Bereich Diakonie[5]
- Seit 1. Juni 2019: Vorsitzende der Streitwertkommission.[6]

## Veröffentlichungen
- Peter Bundschuh, Kathrin Thies: Krankheit und weitere personenbedingte Kündigungsgründe. Band 14 von Ratgeber-Reihe für Betriebsräte und Personalpraktiker. Rieder Verlag für Recht und Kommunikation, 2014, ISBN 3-939018-83-X, 9783939018834.
- Kathrin Thies: Kosten und Sachaufwand des Betriebsrats. Rieder Verlag für Recht und Kommunikation, 1998, ISBN 978-3-931165-38-3.
- Mitautorin von Martin Henssler, Heinz Josef Willemsen, Heinz-Jürgen Kalb (Hrsg.): Arbeitsrecht Kommentar. Otto Schmidt Verlag, 9. Auflage, 2020. ISBN 978-3-504-42696-5.